# Прохоры (Бахмачский район)
Про́хоры (укр. Прохори) – посёлок при промышленном предприятии, расположенный на территории Бахмачского района Черниговской области (Украина).
Население составляет 11 жителей (2006 год). Плотность населения — 169,23 чел/кв.км.
Впервые упоминается в 1650 году.
Посёлок Прохоры находится примерно в 23 км к северу от центра города Бахмач. Средняя высота населённого пункта — 124 м над уровнем моря. Посёлок находится в зоне умеренно континентального климата.
Национальный состав представлен преимущественно украинцами, конфессиональный состав — христианами.